# May I Ask for One Final Thing?
May I Ask for One Final Thing? (最後にひとつだけお願いしてもよろしいでしょうか?, Saigo ni hitotsu dake onegai shitemo yoroshī deshō ka) è una serie di light novel giapponese scritta da Nana Ōtori e illustrata di Satsuki. Distribuita originariamente online da aprile 2018, AlphaPolis ne ha successivamente curato la pubblicazione cartacea in volumi da agosto 2018 sotto l'etichetta Regina Books. Un adattamento manga disegnato da Sora Hōnoki ha iniziato la serializzazione online sul sito web di AlphaPolis nel giugno 2019. Un adattamento televisivo anime prodotto dallo studio Liden Films è stato annunciato per l'autunno 2025.

## Trama
Dopo che il fidanzato di Scarlet interrompe improvvisamente il loro fidanzamento e la accusa falsamente di essere una prepotente e una cattiva, lei inizia a vendicarsi violentemente di lui e dei suoi alleati.

## Personaggi
Scarlet El Vandimion (スカーレット・エル・ヴァンディミオン?, Sukāretto Eru Vandimion)
Doppiata da: Asami Setō
Figlia del Duca Vandimion e promessa sposa di Kyle von Paristan, secondo principe del Regno di Paristan. Dietro il suo aspetto gelido e insensibile si cela una maniaca violenta e assetata di sangue, che cova rabbia e disprezzo nei confronti di Kyle nonostante i maltrattamenti che quest'ultimo le riserva a causa dell'influenza politica che esercita sulla sua famiglia. La sua vera personalità emerge subito dopo la rottura del suo fidanzamento con Kyle.
Julius von Paristan (ジュリアス ・フォン・パリスタン?, Juriasu fon Parisutan)
Doppiato da: Wataru Katoh
Il primo principe del Regno di Paristan. A differenza del fratello, è calmo, affascinante e interessato alle cose strane. È il primo a notare la personalità nascosta di Scarlet, e spesso la prende in giro e la osserva per vedere la sua vera personalità emergere.
Leonardo El Vandimion (レオナルド・エル・ヴァンディミオン?, Reonarudo Eru Vandimion)
Doppiato da: Shōya Ishige
Fratello di Scarlet e assistente di Julius. Si preoccupa per il benessere della sorella e spesso ha mal di stomaco e piange ogni volta che sente parlare delle sue bizzarrie.
Kyle von Paristan (カイル・フォン・パリスタン?, Kairu fon Parisutan)
Doppiato da: Taito Ban
Il secondo principe del Regno di Paristan e fidanzato di Scarlet. A differenza di Julius, è molto arrogante e condiscendente, considerando Scarlet più una schiava  che la sua promessa sposa, maltrattandola spesso e persino minacciandola di morte una volta. Dopo essere stato avvicinato e ammaliato da Terenezza, rompe il fidanzamento con Scarlet, il che si rivela una pessima mossa, poiché Scarlet può finalmente lasciarsi andare e sottometterlo.
Terenezza Hopkins (テレネッツァ・ホプキンス?, Terenettsa Hopukinsu)
Doppiata da: Ai Kakuma
Una ragazza misteriosa che aveva frequentato la stessa accademia di Scarlet e Kyle. Si presenta come una ragazza dolce e innocente, ma in realtà è una psicopatica manipolatrice che ha convinto Kyle a incastrare la sua fidanzata per i suoi presunti comportamenti prepotenti all'accademia e a rompere il fidanzamento in modo da poter diventare una principessa e infine sovrana del regno, ma ciò le si ritorce contro, essendo la prima a ricevere i pugni di Scarlet.
Nanaka (ナナカ?)
Doppiato da: Miyu Tomita
Una spia e schiavo della fazione di Kyle, mandato a fingersi una domestica presso i Vandimion. Nanaka è un semi-umano maschio spesso scambiato per una ragazza.
Sigurd Forgrave (シグルド・フォーグレイブ?, Shigurudo Fōgureibu)
Doppiato da: Kazuki Ura
Assistente del principe Julius, spesso inviato dal principe a spiare e raccogliere informazioni nel regno, la sua missione più recente è quella di spacciarsi per uno degli assistenti di Kyle. È molto gentile con Scarlet e spesso la tira fuori dai guai a causa degli alleati di Kyle.

## Media

### Manga
Un adattamento manga illustrato da Sora Hōnoki ha iniziato la serializzazione sul sito web di AlphaPolis il 5 giugno 2019. I capitoli del manga sono raccolti in volumi tankōbon a partire da marzo 2020. La serie è pubblicata in inglese sull'app Alpha Manga di AlphaPolis.

### Anime
Un adattamento televisivo anime è stato annunciato durante l'evento Aniplex Online Fest il 16 settembre 2024. La serie è prodotta dal Liden Films e diretta da Kazuya Sakamoto, con Deko Akao a scrivere la sceneggiatura, Eriko Haga al character design e Hinako Tsubakiyama come compositrice delle musiche. La première è prevista per l'autunno 2025. Muse Communication detiene i diritti per la distribuzione della serie nel sud-est asiatico. Nel resto del mondo è Crunchyroll ad averne ottenuto la licenza e a distribuirlo sottotitolato in varie lingue, tra cui l'italiano.

## Accoglienza
Nell'ottobre 2024 la serie aveva oltre 1,4 milioni di copie in circolazione.